# 帕納米林 (北里約格朗德州)

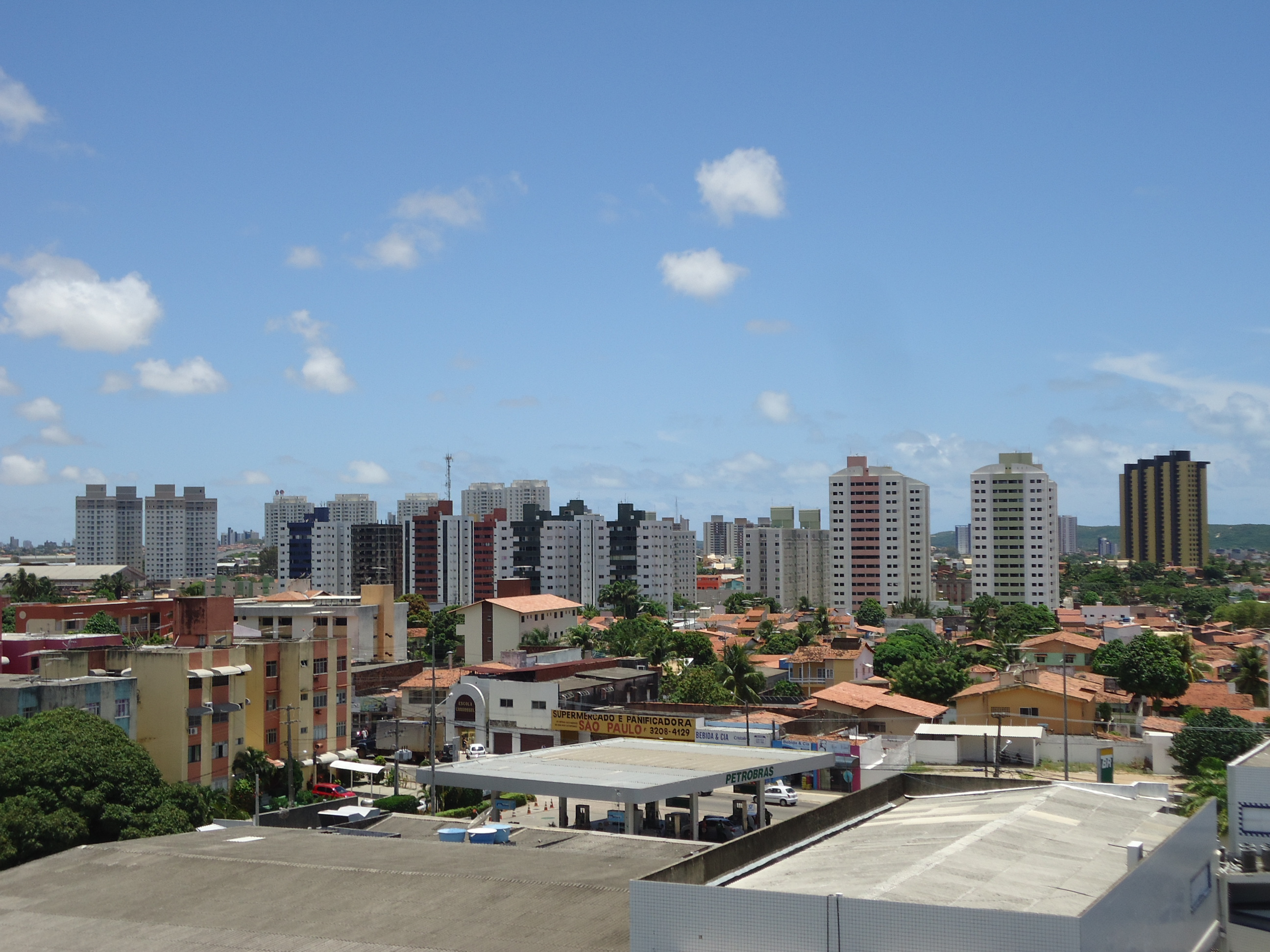
帕奈米林

帕納米林（葡萄牙語：Parnamirim）是巴西的城鎮，位於該國東北部，由北里約格朗德州負責管轄，始建於1958年12月17日，面積123平方公里，海拔高度53米，2012年人口214,199，人口密度每平方公里1,734.81人。